# Liduška
Liduška je potok ve Středočeském kraji, pravostranný přítok Labe. Na povodí o ploše 15,34 km² odvodňuje část okresu Nymburk. Její tok je 6,8 km dlouhý.

## Průběh toku
Liduška pramení v odvodňovacím příkopu 400 metrů západně od obce Dvory v okrese Nymburk. Odtud teče na východ, před obcí je zatrubněn a slouží k napájení požární nádrže na návsi.. Po opuštění Dvorů začíná nově revitalizovaná část toku, který pokračuje dál východním směrem k obci Veleliby, kde po 2,4 km změní směr postupně od jihovýchodního na jižní. Dále teče okolo zámku Zdonín směrem na Nymburk. Liduška stále teče plochou krajinou mezi poli až dospěje na západní okraj Nymburka. Zde v městské zástavbě tvoří přirozenou hranicí mezi vlastním městem, předměstím Jankovice a městskou částí Drahelice. Vlévá se do Labe 400 metrů po proudu od železničního mostu na trati z Nymburka do Poříčan. Mimo melioračních sběrnic nemá přítoky.

### Revitalizace

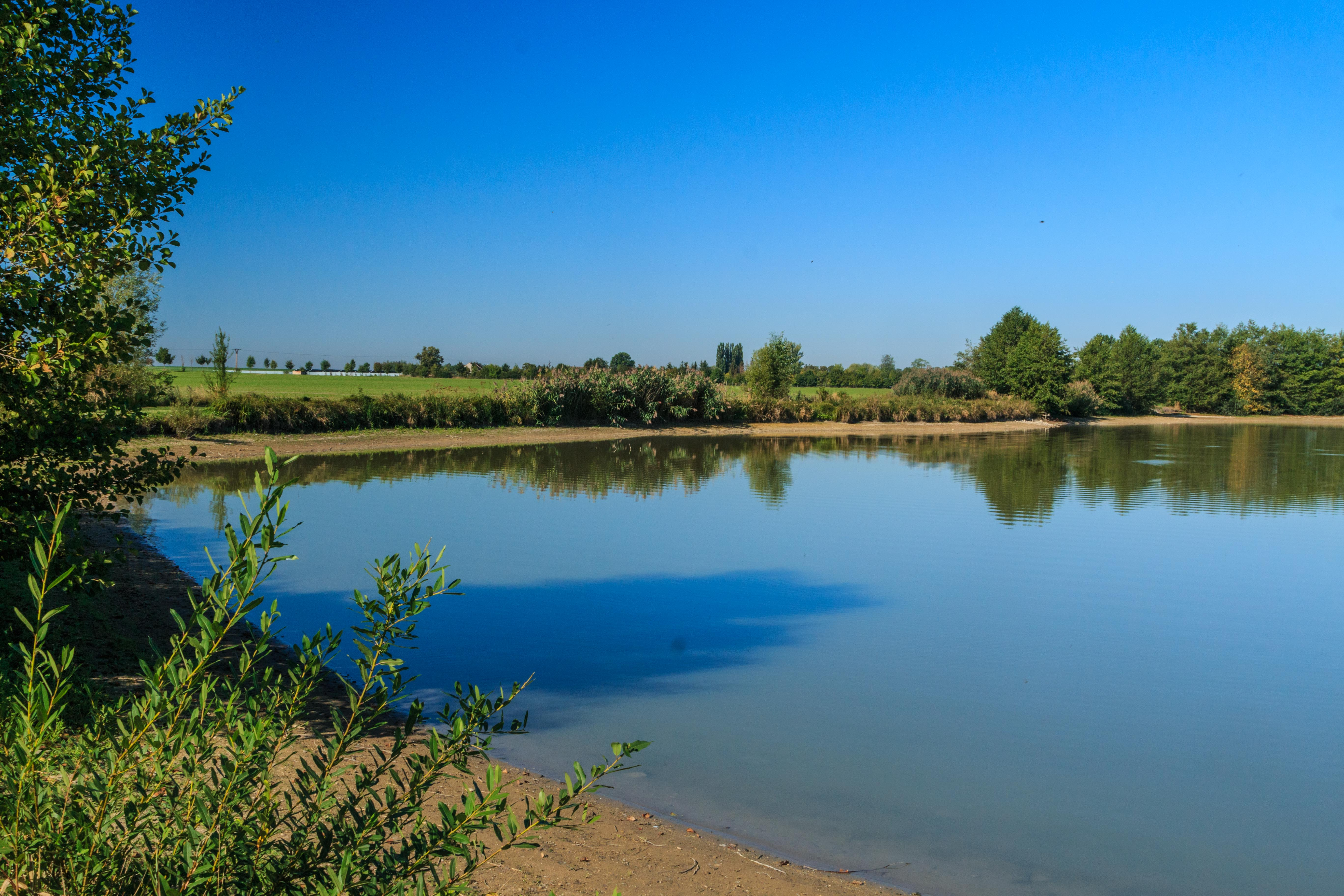
Vytvořená tůň západně od Velelib

Revitalizace toku Lidušky proběhla v letech 2006 - 2007. . Potok by v minulém století přeložen a narovnán. Tato změna hydrologického režimu byla pak v devadesátých letech minulého století dokončena melioračními úpravami. Provedená revitalizace spočívá v rozvlnění a částečném vzdutí stávající trasy koryta. Tak byla prodloužena trasa koryta z 1207 m na 1527 m. Součástí revitalizace bylo vytvoření velké tůně o rozloze 1,6 ha a hloubce 1,5 -2,5 m, dotované vodou z potoka i průsakem. Na tůň navazuje mokřad a louka. Podél nového toku Lidušky, v okolí tůně a mokřadu byly vysázeny stromy.
Na tuto část navázala II. etapa revitalizace v letech 2018-2019, provedená v rámci operačního programu Životní prostředí.